# Ḩoseynābād-e Gazband
Ḩoseynābād-e Gazband (persiska: حسین آباد گزبند) är en ort i Iran.   Den ligger i provinsen Khorasan, i den nordöstra delen av landet, 800 km öster om huvudstaden Teheran. Ḩoseynābād-e Gazband ligger 1 087 meter över havet och antalet invånare är 152.
Terrängen runt Ḩoseynābād-e Gazband är platt åt nordost, men åt sydväst är den kuperad. Terrängen runt Ḩoseynābād-e Gazband sluttar norrut. Runt Ḩoseynābād-e Gazband är det ganska tätbefolkat, med 185 invånare per kvadratkilometer. Närmaste större samhälle är Kalāteh Menār, 12,1 km öster om Ḩoseynābād-e Gazband. Omgivningarna runt Ḩoseynābād-e Gazband är i huvudsak ett öppet busklandskap.